# Теодор Вагнер
Теодор Вагнер (нім. Theodor Wagner; 6 серпня 1927, Відень — 21 січня 2020, там само) — австрійський футболіст, що грав на позиції нападника, зокрема, за клуб «Ваккер» (Відень), а також національну збірну Австрії. По завершенні ігрової кар'єри — тренер.
Чемпіон Австрії. Володар Кубка Австрії.

## Клубна кар'єра
Народився 6 серпня 1927 року в місті Відень. Вихованець юнацьких команд футбольних клубів «Фінікс XII» і «МФС 12».
У дорослому футболі дебютував 1946 року виступами за команду «Ваккер» (Відень), в якій провів дванадцять сезонів. За цей час виборов титул чемпіона Австрії, ставав володарем Кубка Австрії.
Протягом 1958—1963 років захищав кольори команди клубу «Штікштоффверке» (Лінц).
Завершив професійну ігрову кар'єру у клубі «Ваккер» (Інсбрук), за команду якого виступав протягом 1963—1964 років.

## Виступи за збірну
1946 року дебютував в офіційних матчах у складі національної збірної Австрії. Протягом кар'єри у національній команді провів у її формі 46 матчів, забивши 22 голи.
У матчі проти Данії 5 листопада 1950 року оформив хет-трик, який дозволив австрійцям крупно обіграти скандинавів з рахунком 5-1. Другий раз тричі відзначився в напруженому чвертьфінальному поєдинку проти швейцарців на чемпіонаті світу 1954 року, завдяки чому його збірна вирвала перемогу 7-5.
У складі збірної був учасником чемпіонату світу 1954 року у Швейцарії, на якому команда здобула бронзові нагороди, де зіграв з Чехословаччиною (5-0), в чвертьфіналі зі Швейцарією (7-5), в півфіналі з ФРН (1-6) і в матчі за третє місце з Уругваєм (3-1).

## Кар'єра тренера
Розпочав тренерську кар'єру відразу ж по завершенні кар'єри гравця, 1964 року, очоливши тренерський штаб клубу «Ваккер» (Відень), в якому пропрацював один сезон.

## Титули і досягнення
- Чемпіон Австрії (1):

«Ваккер» (Відень): 1946–1947
- Володар Кубка Австрії (1):

«Ваккер» (Відень): 1946–1947
- Бронзовий призер чемпіонату світу: 1954